# Veterupristisaurus
Veterupristisaurus (od łacińskich słów veterus – "stary" i pristis – dosłownie "wielki potwór morski", ale używanego też na określenie rekinów, oraz od greckiego sauros – „jaszczur”) – rodzaj dużego teropoda żyjącego w późnej jurze (kimeryd lub wczesny tyton) na terenach dzisiejszej Afryki. Gatunkiem typowym jest V. milneri (nazwany na cześć paleontolog Angeli Milner), którego holotypem jest środkowy kręg ogonowy MB R 1938 odkryty w osadach formacji Tendaguru w Tanzanii; dodatkowo do przedstawiciela tego gatunku (być może nawet do tego samego osobnika, do którego szkieletu należał holotyp) należą dwa częściowo zrośnięte środkowe kręgi ogonowe MB R 2166, odkryte w tej samej okolicy co holotyp. Kręg MB R 1938 ma 123 mm długości, jest więc dłuższy od odpowiadających mu kręgów ogonowych w szkielecie torwozaura (100–119 mm) i neowenatora (103–106 mm), za to krótszy od kręgów akrokantozaura (ok. 160 mm u osobnika, u którego całkowitą długość ciała szacowano na 11,5 m); porównania z tymi teropodami pozwalają oszacować całkowitą długość ciała V. milneri na 8,5–10 m. Na podstawie znanych kości Veterupristisaurus nie można stwierdzić, czy należały one do osobnika dorosłego, czy też dojrzewającego.
U V. milneri blaszka kostna łącząca wyrostek kolczysty kręgu z przednim wyrostkiem stawowym kręgu (spinoprezygapophyseal lamina) na środkowych kręgach ogonowych łączy się z przednim wyrostkiem stawowym kręgu (prezygapophysis) w połowie szerokości jego podstawy – a nie, jak u innych teropodów, na jego krawędzi bocznej. Dodatkowo u V. milneri na środkowych kręgach ogonowych występuje niemal równoległa do spinoprezygapophyseal lamina krótka blaszka kostna połączona z boczną krawędzią przedniego wyrostka stawowego kręgu; między tymi dwiema blaszkami a przed wyrostkiem kolczystym kręgu znajduje się wąski i głęboki dół (prespinal fossa).
Na zachowanych kręgach ogonowych Veterupristisaurus blaszka kostna łącząca trzon kręgu z przednim wyrostkiem stawowym kręgu (centroprezygapophyseal lamina) tworzy wejście do kanału nerwowego przypominające kształtem lejek; jest ona stosunkowo szeroka – na kręgu MB R 1938 dwa razy szersza od kanału nerwowego w przekroju poprzecznym, na kręgach MB R 2166 mniej więcej tej samej szerokości. Taka budowa tej blaszki różni V. milneri od większości teropodów, ale podobnie zbudowane centroprezygapophyseal laminae występują u akrokantozaura i mapuzaura. U V. milneri występuje też duży boczny grzebień kostny na przedniej części wyrostka poprzecznego środkowych kręgów ogonowych; mniejsze grzebienie kostne występują też u innych karnozaurów, ale tylko u akrokantozaura grzebień ten jest równie dobrze rozwinięty jak u Veterupristisaurus. Według autora opisu V. milneri te podobieństwa dowodzą, że teropod ten był przedstawicielem rodziny Carcharodontosauridae, prawdopodobnie szczególnie blisko spokrewnionym z akrokantozaurem. Jeśli przynależność Veterupristisaurus do Carcharodontosauridae potwierdzą przyszłe badania, to byłby on najstarszym znanym przedstawicielem rodziny.